# Dirty Protest
Der Dirty Protest (deutsch: Schmutziger Protest), auch in Irland No Wash Protest genannt, war ein Teil des fünf Jahre anhaltenden Protests während des Nordirlandkonflikts, den Gefangene der Provisional Irish Republican Army (IRA) und der Irish National Liberation Army (INLA) ausübten, die in Long Kesh (Maze Prison) und dem Frauengefängnis Armagh festgehalten wurden.
Dem Dirty Protest vorausgegangen war der Blanket Protest, bei dem sich Gefangene weigerten, Gefängniskleidung zu tragen. Als dieser Protest nichts bewirkte, wurde von ihnen der Dirty Protest begonnen. Auch der Dirty Protest führte nicht zum Erfolg und deshalb begannen republikanische Gefangene am 27. Oktober 1980 den Irischen Hungerstreik von 1980.

## Hintergrund
40 Gefangene hatten in einem Hungerstreik im Juli 1972 unter der Führung des IRA-Veterans Billy McKee einen speziellen Status erkämpft, wonach sie keine Gefängniskleidung mehr tragen und keine Gefängnisarbeit verrichten mussten. 1976 versuchte die britische Regierung den Sonderstatus abzuschaffen, da sie die Gefangenen wie gewöhnliche Kriminelle behandeln wollte. Von dieser Maßnahme ausgenommen waren diejenigen republikanischen Gefangenen, die vor dem 1. März in Haft gekommen waren. Die Beendigung des Spezialstatus war ein ernsthafter Angriff auf die paramilitärische Führung im Gefängnis, der die britische Position in der Öffentlichkeit stärken und Handlungsfähigkeit demonstrieren sollte. Der Entzug des Sonderstatus bedrohte aber auch das auskömmliche Nebeneinander von Gefangenen und Gefängniswärtern. In dieser Situation forderten die Freiwilligen der IRA im Gefängnis die Führung der IRA zu Anschlägen auf das Gefängnispersonal auf. In einer Botschaft hieß es: „We are prepared to die for political status. Those who try to take it away from us must be fully prepared to pay the same price.“ („Wir sind bereit für unseren politischen Status zu sterben. Diejenigen, die ihn [Sonderstatus] uns wegnehmen, müssen damit rechnen, dass sie den gleichen Preis zu zahlen haben“.) Außerhalb des Gefängnisses wurde der Gefängniswärter Patrick Dillon im April 1976 erschossen, der erste der 19 Gefängniswärter, die in dem fünf Jahre andauernden Konflikt getötet wurden.

## Schmutziger Protest
Am 14. September 1976 begann der Blanket Protest, der durch den neu ins Gefängnis gekommenen Kieran Nugent eingeleitet wurde, bei dem sich die republikanischen Gefangenen keine Gefängnisuniform mehr anzogen und sich entweder nackt oder in Decken gehüllt auf ihren Zellenboden legten. Dieser Protest führte zu keinem Erfolg.
Daraufhin weigerten sich im März 1978 einige Gefangene, ihre Zellen zum Duschen oder zur Toilette zu verlassen, da sie auf dem Weg dorthin von den Gefängniswärtern misshandelt wurden. Die Gefängnisleitung ließ Handwaschbecken in ihre Zellen einbauen. Die Gefangenen verweigerten jedoch die Installation der Waschbecken oder zerschlugen diese nach erfolgter Montage. Ende April 1978 kam es zu einem Kampf zwischen einem Gefängniswärter und einem Gefangenen im H-Block 6, woraufhin der Gefangene in Einzelhaft kam. Diese Nachricht verbreitete sich im gesamten Gefängnisblock. Daraufhin zerschlugen die Gefangenen die Möbel in ihren Zellen und die Gefängnisleitung entschied, dass alle Möbel aus den Zellen entfernt und lediglich Decken und Matratzen in den Zellen ausgelegt wurden. Die Gefangenen antworteten weiterhin mit der Weigerung, ihre Zellen zu verlassen, so dass die Gefängniswärter die Zellen nicht mehr reinigen konnten. Weil die Gefangenen nicht mehr die Gefäße ihrer Notdurft entleerten ("slop out"), entwickelte sich der Blanket Protest zum Dirty Protest. Dabei schmierten die Gefangenen ihre Exkremente an die Zellenwände.
Die Zustände waren unerträglich. Ein Journalist berichtete anlässlich eines Gefängnisbesuchs: 
„Having spent the whole of Sunday in the prison, I was shocked at the inhuman conditions prevailing in H-Blocks, three, four and five, where over 300 prisoners were incarcerated. One would hardly allow an animal to remain in such conditions, let alone a human being. […] The stench and filth in some of the cells, with the remains of rotten food and human excreta scattered around the walls was almost unbearable. In two of them I was unable to speak for fear of vomiting.“
(„Ich verbrachte einen ganzen Sonntag im Gefängnis und war schockiert von den unmenschlichen Verhältnissen, die in den H-Blöcken Drei, Vier und Fünf herrschten, wo mehr als 300 Gefangene eingekerkert waren. Niemand würde ein Tier in diesen Verhältnissen leben lassen, geschweige ein menschliches Wesen. […] Der Gestank und Unrat in einigen Zellen, mit dem Rest verrotteten Essens und menschlichen Exkrementen, die über die Zellenwände verstreut waren, war fast unerträglich. In zwei von den Zellen war ich unfähig zu sprechen, weil ich Angst hatte, mich zu erbrechen.“)
Anfänglich fand dieser Protest außerhalb des Gefängnisses wenig Beachtung und sogar die IRA betrachtete ihn als nebensächlich, da sie ihre bewaffnete Kampagne für wichtiger hielt. Erste öffentliche Beachtung fand der Streik, als Tomás Ó Fiaich, der römisch-katholische Erzbischof von Armagh & South Tyrone, die Gefangenen besuchte und die unerträglichen Verhältnisse, unter denen sie vegetieren mussten, verurteilte.
Trotz dieser unmenschlichen Bedingungen war die Moral der Gefangenen hoch, sagte der Erzbischof: 
„In isolation and perpetual boredom they maintain their sanity by studying Irish. It was an indication of the triumph of the human spirit over adverse material conditions to notice Irish words, phrases and songs being shouted from cell to cell and then written on each cell wall with the remnants of toothpaste tubes.“
(„In Isolation und andauernder Langeweile behalten sie [die Gefangenen] ihre Vernunft durch das Erlernen der Irischen Sprache. Es war ein Anzeichen dafür, dass sich der menschliche Geist über die feindliche materielle Umgebung erhebt, indem irische Wörter, Redewendungen und Lieder von Zelle zu Zelle gerufen werden und an jede Zellenwand mit Resten aus Zahnpastatuben geschrieben werden.“)
Das Ziel dieser Proteste war die Wiederherstellung des Sonderstatus als politische Häftlinge.  Die Forderungen der Protestierenden, die so genannten „Five Demands“, lauteten:
- Das Recht, keine Gefängnisuniformen zu tragen
- Das Recht, Gefängnisarbeit zu verweigern
- Das Recht, freie Verbindungen mit anderen Gefangenen aufzunehmen und Bildungs- und Freizeitveranstaltungen zu organisieren
- Das Recht auf einen Besuch, einen Brief und Paket je Woche
- Voller Straferlass der am Streik Beteiligten[13]

Im Februar 1980 traten Mairéad Farrell, die 1988 während der Operation Flavius in Gibraltar von der Spezialeinheit SAS erschossen wurde, und über dreißig andere Gefangene im Frauengefängnis Armagh in den Schmutzigen Protest ein. Es folgten eine Reihe von Auseinandersetzungen mit der Gefängnisleitung und Beschuldigungen, dass die gefangenen Frauen von den Gefängniswärterinnen schlecht behandelt wurden. Sie traten nicht in den Blanket Protest ein, da weibliche Gefangene in Nordirland das Recht auf Tragen eigener Kleidung hatten; aber sie schmierten aus Protest gegen die herrschenden Bedingungen Menstruationsblut an ihre Wände, da auch sie ihre Gefängniszellen nicht verlassen wollten.
Im Juni 1980 klagten vier Gefangene einschließlich Kieran Nugent gegen die britische Regierung vor dem Europäischen Gerichtshof für Menschenrechte, gegen ihre „inhumane“ (unmenschliche) Haft. Der Gerichtshof beurteilte die Verhältnisse als „self-inflicted“ („selbst verursacht“) und „designed to enlist sympathy for the prisoners political aims“ („darauf gezielt, Sympathie für die politischen Ziele der Gefangenen zu erzeugen“).

## Hungerstreik
Am 27. Oktober 1980 begannen die Freiwilligen der IRA Brendan Hughes, Tommy McKearney, Raymond McCartney, Tom McFeeley, Sean McKenna, Leo Green und das INLA-Mitglied John Nixon einen Hungerstreik zur Durchsetzung ihrer „Five Demands“. Dieser Hungerstreik endete mit einem Zugeständnis der britischen Regierung.
Als jedoch im Januar 1981 deutlich wurde, dass die „Five Demands“ nicht in Gänze umgesetzt wurden, traten am 4. Februar 1981 Gefangene in einen Hungerstreik, und der Dirty Protest endete am folgenden Tag. Dieser Hungerstreik endete am 3. Oktober 1981 und zehn Männer starben, einschließlich Bobby Sands. Anschließend akzeptierte James Prior, der neue Northern Ireland Secretary, Forderungen der Gefangenen, einschließlich der unwiderruflichen Erlaubnis des Tragens eigener Bekleidung.